# Ауґуст Коп
Ауґуст Коп (нід. August Kop, 5 травня 1904 — 30 квітня 1945) — нідерландський хокеїст на траві.
Срібний призер Олімпійських Ігор 1928 року.